# О’Нил, Мишель
Мишель О’Нил (англ. Michelle O'Neill, урождённая Дорис, Doris; род. 10 января 1977, Фермой, Манстер) — североирландский политик. Лидер фракции «Шинн Фейн» в Ассамблее Северной Ирландии (с 2017). Первый министр Северной Ирландии с 3 февраля 2024 года. Ранее — замещающий первый министр Северной Ирландии (2020—2022).

## Биография
Родилась 10 января 1977 года в семье активных сторонников идей ирландского республиканизма.
С 1998 года работала помощницей ирландских депутатов Ассамблеи Северной Ирландии, в 2005 году избрана в совет района Данганнон и Южный Тирон.
В 2007 году, представляя партию «Шинн Фейн», стала депутатом Ассамблеи Северной Ирландии.
В 2010—2011 годах являлась мэром Данганнона и Южного Тирона.
В 2011 году назначена министром сельского хозяйства и развития сельских районов Северной Ирландии, а 6 мая 2016 года — министром здравоохранения.
В 2017 году возглавила «Шинн Фейн» в Ассамблее, после отставки Мартина Макгинесса.
В феврале 2018 года стала заместителем председателя «Шинн Фейн», сменив Мэри Лу Макдональд, которая возглавила партию.
11 января 2020 года по завершении кризиса в отношениях между Демократической юнионистской партией (ДЮП) и «Шинн Фейн», первым министром Северной Ирландии вновь стала лидер ДЮП Арлин Фостер, а О’Нил в соответствии с действующим законодательством автоматически стала замещающим первым министром (без её согласия любые решения первого министра незаконны).
17 июня 2021 года после отставки Фостер Ассамблея Северной Ирландии утвердила в должности первого министра Пола Гивана, а О’Нил осталась замещающим первым министром.
4 февраля 2022 года Гиван ушёл в отставку, в знак солидарности с партийной позицией осуждения условий выхода Великобритании из Евросоюза (Брексит), предусматривающих особый таможенный режим для Северной Ирландии и не решающих проблему фактического пограничного контроля между провинцией и остальной Великобританией. В соответствии с законом Мишель О’Нил тоже ушла в отставку.
5 мая 2022 года состоялись выборы в Ассамблею Северной Ирландии, принёсшие сенсационный результат: впервые в истории относительное большинство мест получила «Шинн Фейн», и Мишель О’Нил получила право возглавить правительство региона. Тем не менее, передача власти не состоялась из-за бойкота политических процедур Демократической юнионистской партией — в знак несогласия с Североирландским протоколом, предусматривающим особый статус Северной Ирландии после Брексита. ДЮП отказалась назначить замещающего первого министра Северной Ирландии и тем самым создала патовую ситуацию, при которой исполнительная власть региона временно не функционировала.
3 февраля 2024 года, через несколько дней после возвращения ДЮП к системе распределения власти в Северной Ирландии, Мишель О’Нил официально вступила в должность первого министра Северной Ирландии, став первым политиком — ирландским националистом в этой должности. До инаугурации она заявляла о намерении быть первым министром для всех и выказывать уважение к британской королевской семье. Ранее высказывалась об оправданности насильственных методов ИРА и сочувственно отзывалась о членах этой организации, погибших в период североирландского конфликта.